# Erich Fritz Reuter

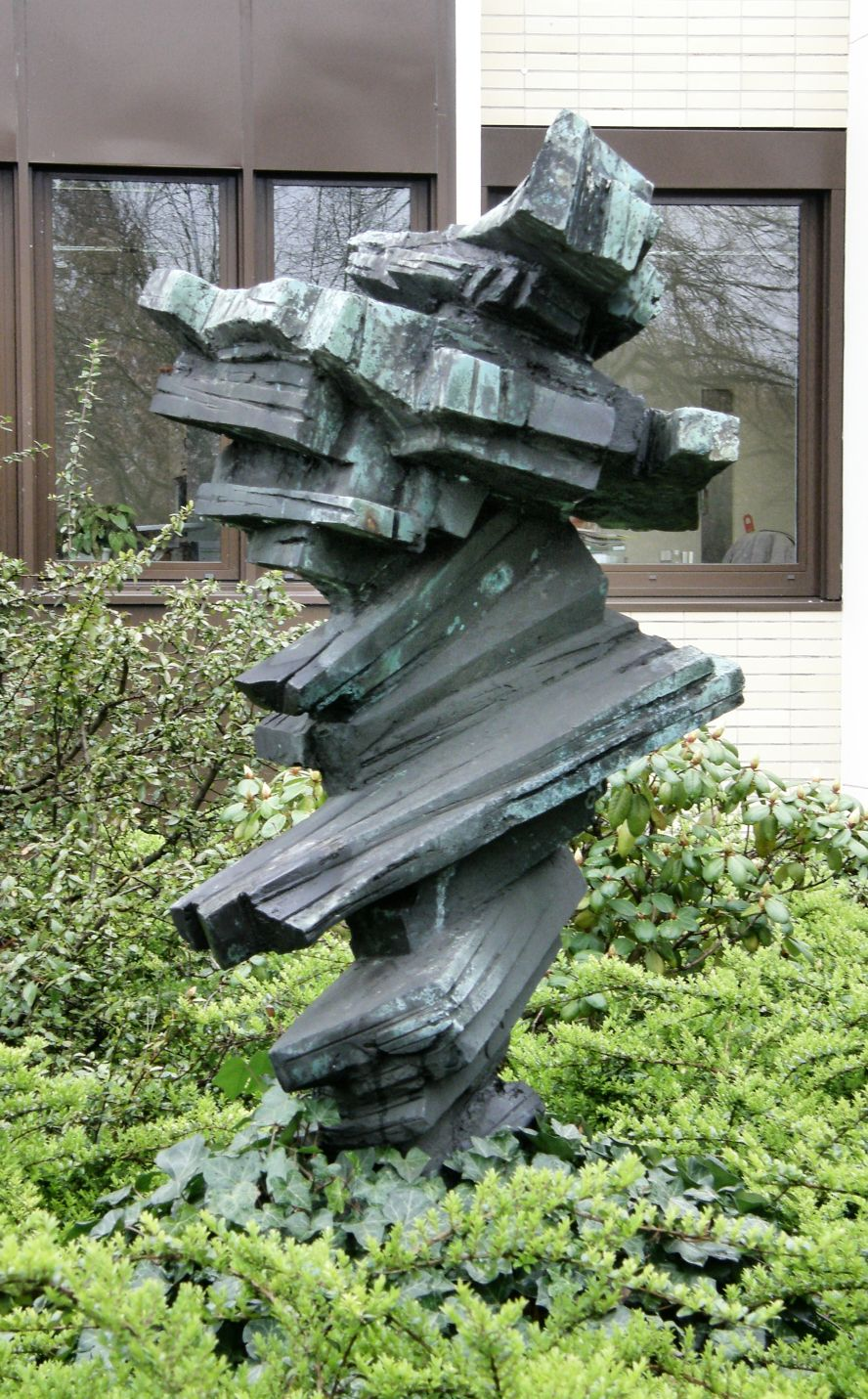
Sich entfaltende Form II (1981) - Berlijn

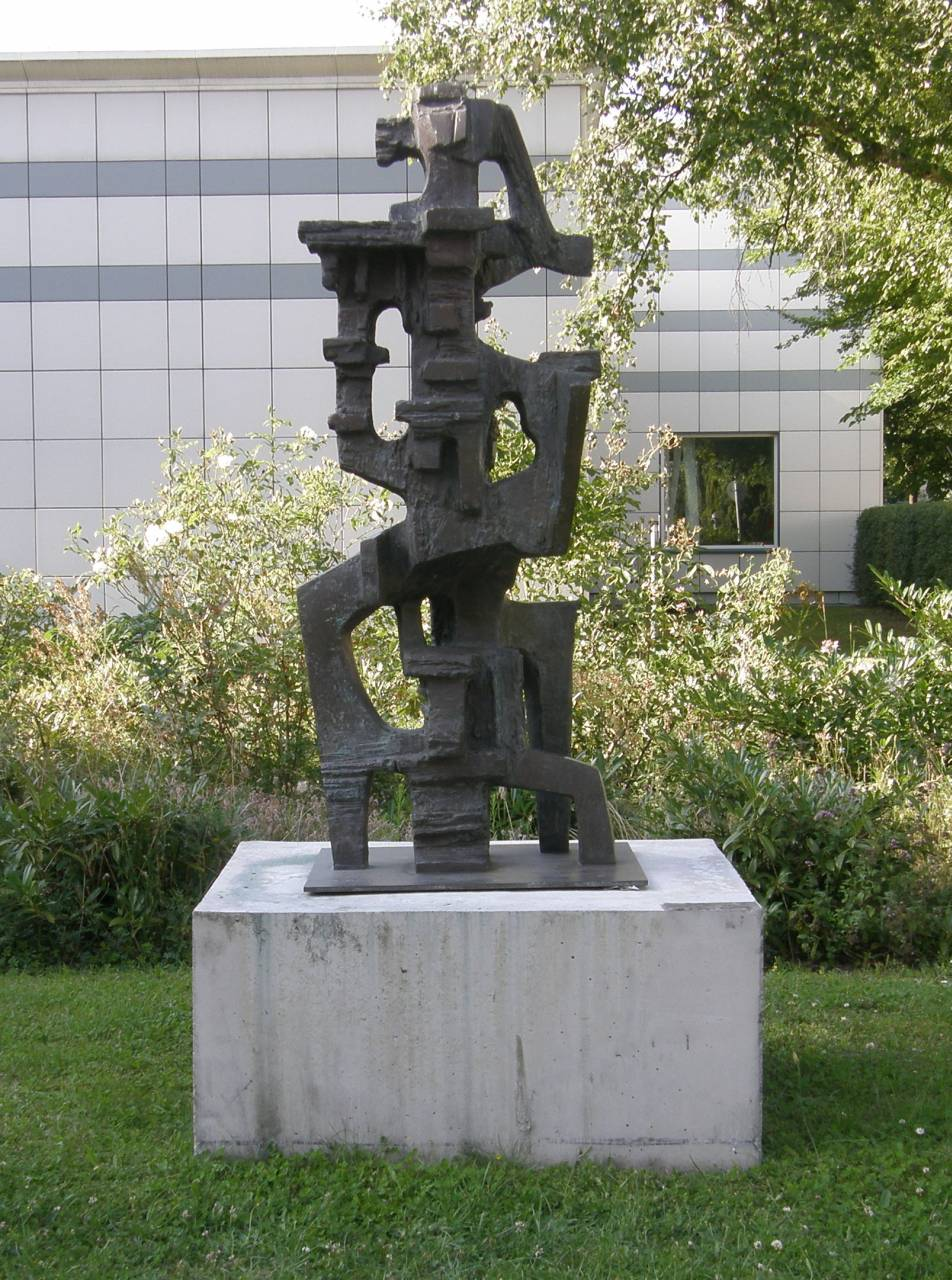
Das Mädchen von Yukatan (1964), Skulpturengarten AVK, Berlijn

Erich Fritz Reuter (Berlijn, 2 september 1911 – aldaar, 16 september 1997) was een Duitse beeldhouwer.

## Levensloop
Reuter groeide met zijn twee oudere broers (waarvan Walter Reuter, de Spanjestrijder en fotograaf, de bekendste is geworden) op in het Berlijn-Charlottenburg van de Duitse tekenaar en fotograaf Heinrich Zille (1858 - 1929). Hij bezocht het Köllnische Gymnasium in Berlijn-Mitte. In 1926 verliet hij het gymnasium en begon met een opleiding als steenhouwer. Daarnaast bezocht hij ook van 1926 tot 1929 de kunstnijverheidsschool Charlottenburg. Hij liet zich met zijn broer Walter meeslepen in politieke activiteiten, zoals de Spartacusbond, maar keerde zich na Walters vlucht naar Spanje volledig van de politiek af. Hij ving zijn studie aan de Hochschule für Bildende Künste in Berlin in 1934 aan, welke tot 1940 duurde. Ondanks de Nazi-propaganda aan de hogeschool, bleef hij trouw aan zijn voorbeelden Wilhelm Lehmbruck, Ernst Barlach en Georg Kolbe.
In 1942 werd zijn militaire diensttijd onderbroken voor een voortgezette opleiding bij professor Cambini in Palermo, Italië, maar in 1943 raakte hij uit de gunst en werd uit de Reichskunstkammer gezet vanwege zijn verhouding met een niet-arische vrouw en de geboorte van een zoon. Hij werd ook naar het front in Italië gezonden, waar hij in Amerikaanse gevangenschap geraakte.
In 1945 keerde hij terug uit die gevangenschap en slaagde erin een atelier te beginnen in het door de Sovjets bezette Dresden. In 1949 keerde hij terug naar zijn geboortestad Berlijn (het westelijke deel). Hij voerde er vele kunstwerken uit in de openbare ruimte.
In 1952 volgde een benoeming tot hoogleraar beeldhouwkunst aan de Technische Universität Berlin. Van 1966 tot 1968 was hij bovendien gastprofessor aan de Technische Universiteit in Istanboel.

## Prijzen
- 1952 Eerste prijs ontwerp voor een monument voor de slachtoffers van de luchtbrug (niet abstract genoeg, de tweede prijs werd uitgevoerd) in Berlijn
- 1953 Eerste prijs Verbond Duitse Kunstcritici
- 1956 Eerste prijs voor een ontwerp van de Neue Brücke in Bad Kreuznach,
- 1956 Tweede prijs Kunst in der Olympiade
- 1957 Eerste prijs Glockenspiel in het stadhuis van Wolfsburg (uitgevoerd)
- 1959 Eerste prijs monument voor Wilhelm Conrad Röntgen, Gießen (uitgevoerd)
- 1960 Eerste prijs Duitse ambassade in Rio de Janeiro
- 1961 Eerste prijs internationale wedstrijd voor een plein/gedenkteken in Wolfsburg

## Fotogalerij

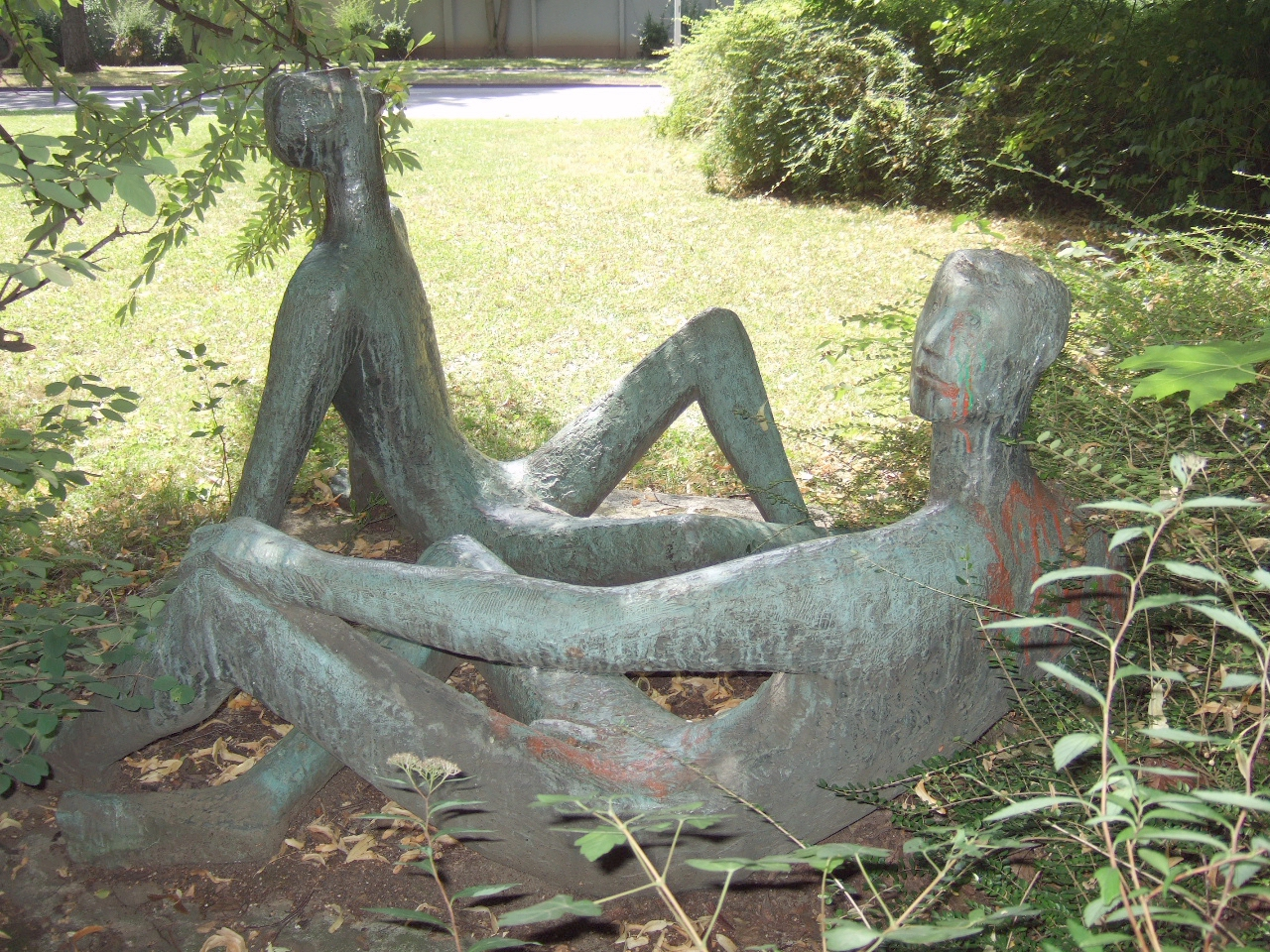
Liegende Jünglinge (1955) - Bonn
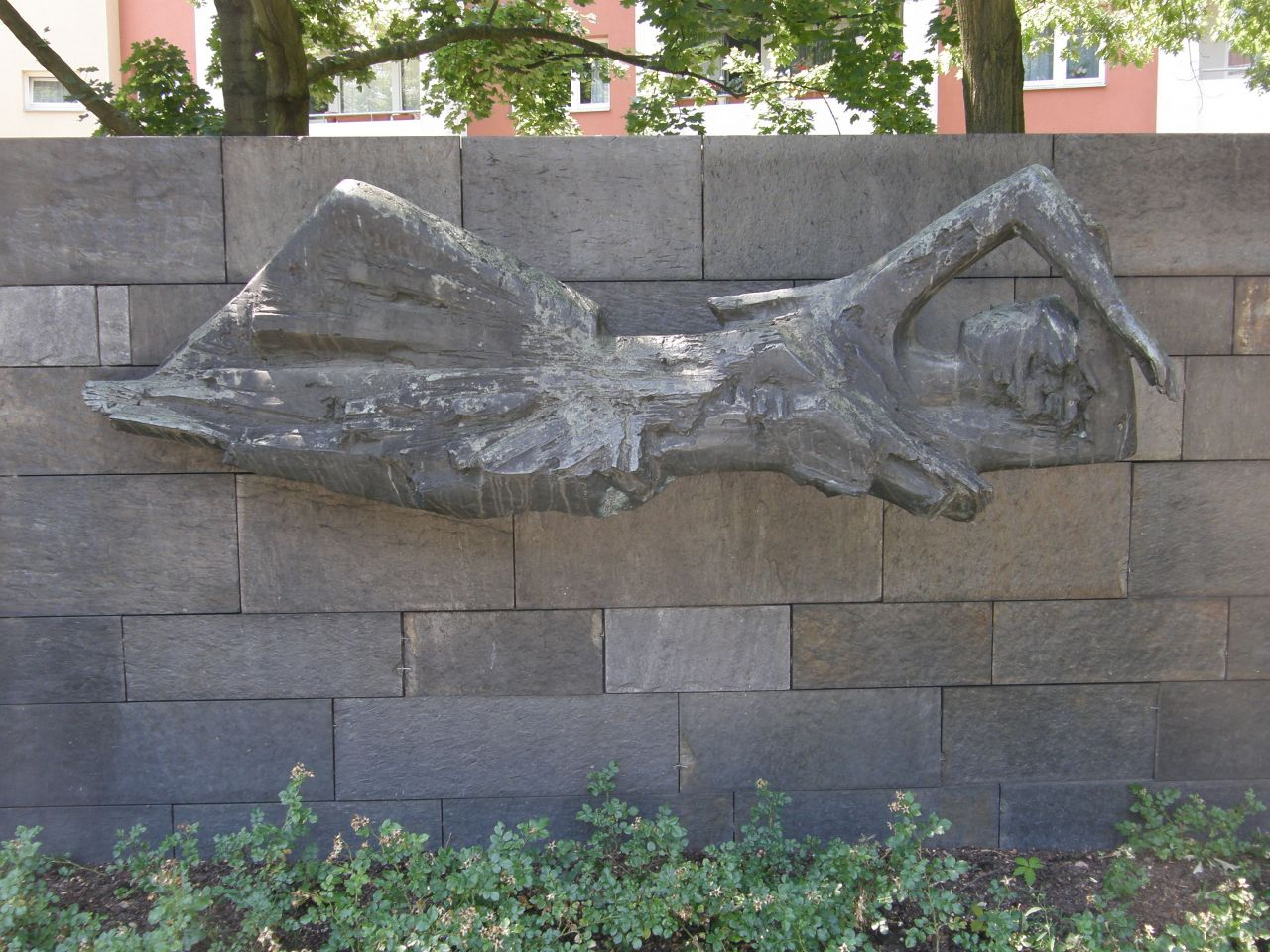
Reliëf Die Windsbraut II in Berlijn Tempelhof
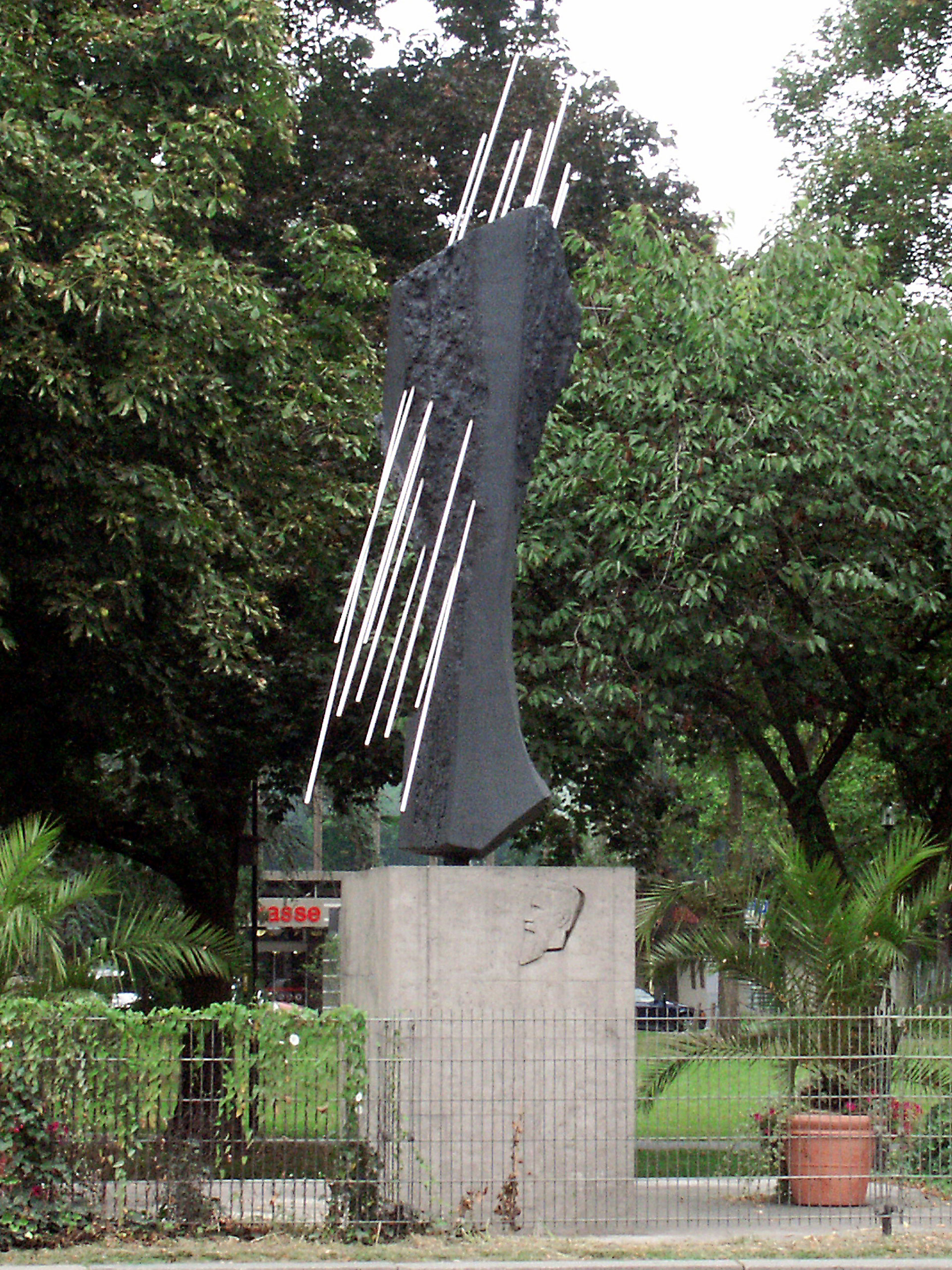
Röntgen-Denkmal in Gießen
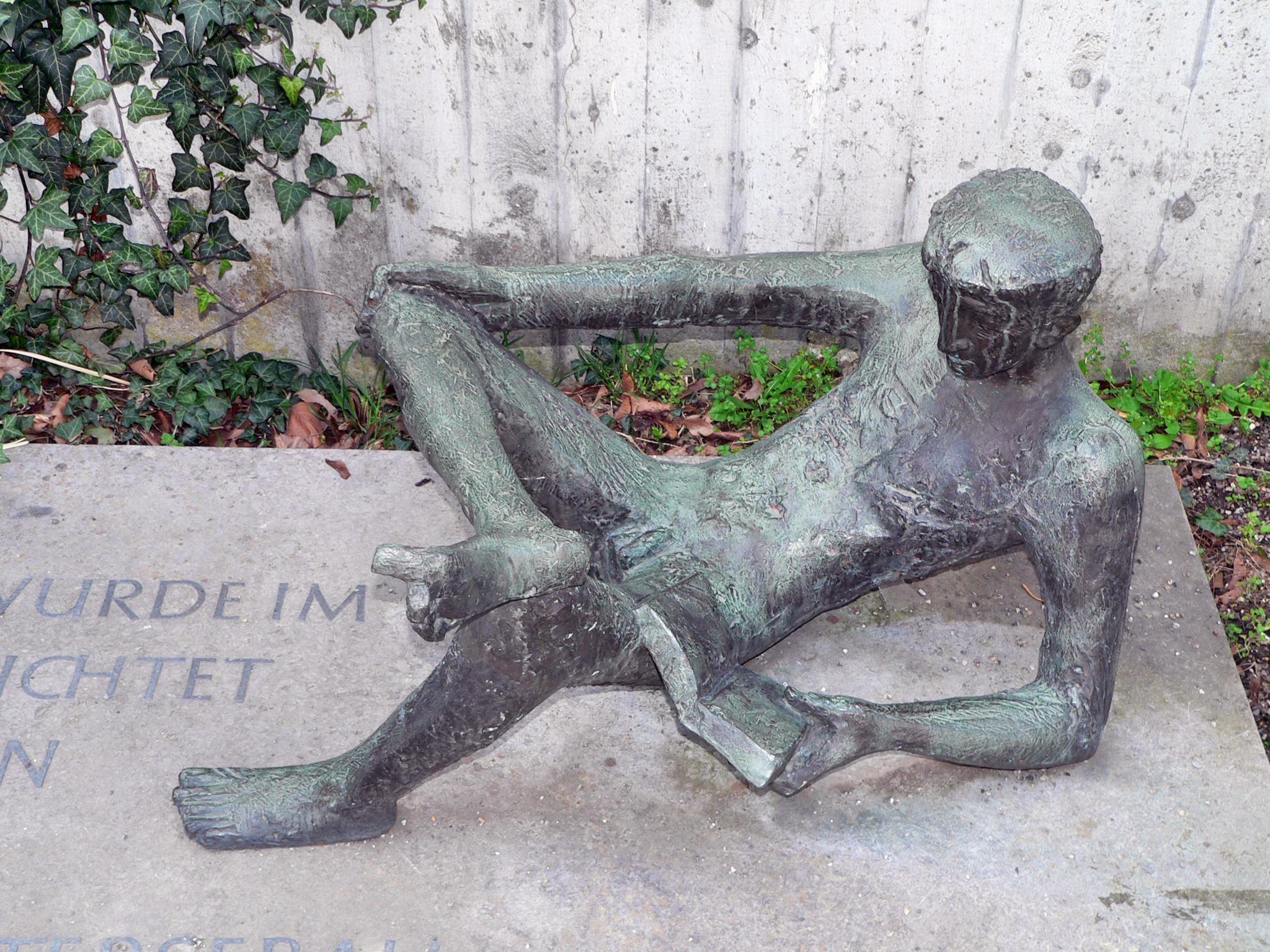
Lesender Jüngling (1989), Skulpturen-Rundgang Schorndorf